# Чубинидзе, Александр Михайлович
Александр Михайлович Чубинидзе (1 сентября 1915, село Родинаули, Кутаисская губерния, Российская империя — неизвестно, Грузинская ССР) — старший механик Цхакаевской 1-й МТС, Грузинская ССР. Герой Социалистического Труда (1948).

## Биография
Родился в 1915 году в крестьянской семье в селе Родинаули Сенакского уезда. Окончил местную начальную школу. Трудился в сельском хозяйстве до призыва в июне 1941 года в Красную Армию по мобиоизации. Участвовал в Великой Отечественной войне. Воевал в составе 805-го стрелкового полка 392-й стрелковой дивизии, 83-го запасного стрелкового полка 28-й запасной стрелковой дивизии. После демобилизации в звании лейтенанта возвратился на родину и трудился старшим механиком Цхакаевской 1-й МТС.
В 1947 году сельскохозяйственные предприятия, обслуживаемые Цхакаевской МТС, сдали государству в среднем с каждого гектара по 42 центнера кукурузы с общей площади 320,62 гектара. Указом Президиума Верховного Совета СССР от 21 февраля 1948 года удостоен звания Героя Социалистического Труда за «получение высоких урожаев кукурузы и пшеницы в 1947 году» с вручением ордена Ленина и золотой медали «Серп и Молот» (№ 871).
Этим же указом званием Героя Социалистического Труда были награждены директор Цхакаевской МТС Вардам Несторович Купрейшвили и бригадир Валериан Иванович Хурция.
После выхода на пенсию проживал в Цхакаевском районе. С 1975 года — персональный пенсионер союзного значения. Дата смерти не установлена.